# Janet Aalfs
Janet Aalfs (née le 14 août 1956) est une poète américaine, pratiquante des arts martiaux. Elle est membre fondatrice de Valley Women's Martial Arts et de la National Women's Martial Arts Federation, et fondatrice et directrice de Lotus Peace Arts. Elle a été Poète lauréat de Northampton, Massachusetts de 2003 à 2005.

## Biographie
À l'âge de 13 ans, Janet Aalfs écrit son premier poème et commence à se concentrer sur sa pratique de l'écriture. Son père, John Linden Aalfs (1922-2001), ministre presbytérien, est réputé avoir enseigné aux Aalfs le Mouvement des droits civiques des années 1960. À l'âge de seize ans, Janet Aalfs aide sa mère à fonder le centre pour femmes de New Bedford, lit et trouve l'inspiration dans {Sisterhood is Powerful. Ses poèmes sont alors publiés par le centre des femmes de Southeastern Massachusetts University,.
Au cours de sa première année à Hampshire College (en), en 1974, elle a rejoint le centre pour femmes et s'est inscrite à des cours de Women's studies à l'Université du Massachusetts, qui partageait des cours avec Hampshire.
Alors qu'elle était encore à l'université, Janet Aalfs a fait son coming out en tant que lesbienne. Elle a obtenu son Master of Fine Arts de Sarah Lawrence College.
Peu de temps après, elle a fondé un groupe d'écriture pour femmes et deux groupes d'écriture lesbienne : Calypso Borealis et le Tuesday Night Lesbian Writers Group. Elle a également fondé Orogeny Press, une maison d'édition de fiction et de poésie lesbienne. En 1978, Janet Aalfs a commencé à pratiquer les arts martiaux et est devenu membre fondateur de Valley Women's Martial Arts et de l'Institute for Healing and Violence Prevention Strategies (VWMA / HAVPS) et de la National Women's Martial Arts Federation .
Janet Aalfs, fondatrice et directrice de Lotus Peace Arts, est directrice et membre du Leaders Group de VWMA depuis 1982,.
Elle détient une ceinture noire de septième degré (en) de Shuri-ryū (en), une ceinture noire de sixième degré de Arnis moderne (en), et est Jian Mei Chief Instructor de Tai-chi-chuan et Qi gong
Entre 2003 et 2005, elle a été Poète lauréat de Northampton, Massachusetts.

## Publications

### Arts martiaux
- (en) Janet Aalfs, « Each Sparkling Strand », dans Carol Wiley, Martial Arts Teachers on Teaching, Mumbai, Frog Books, 1995 (ISBN 1-883319-09-9), p. 8-17
- (en) Janet Aalfs, « Clearing the Way for Freedom », dans Carol Wiley, Women in the Martial Arts, North Atlantic Books, 1992 (ISBN 9781556431364), p. 125-133

### Poésie
- Of Angels and Survivors, Two Herons Press, 1992
- Reach, Florence, Perugia Press, 1999  (ISBN 0-9660459-2-0)
- Bird of a Thousand Eyes, Levellers Press
- Full Open, Orogeny
- Lubec Tides
- Red

### Essais
- « Lesbian Metaphysics », « Branded », « Letter to Claudia Brenner: In Memory of Rebecca Wight », in Julia Penelope, Susan J. Wolfe, Lesbian culture : an anthology : the lives, work, ideas, art and visions of lesbians past and present, Crossing Press, 1993, p. 183 ; 191 ; 193

### Anthologies
- « Sewing the Torn Sleeve », in Margarita Donnelly, Beverly McFarland, Micki Reaman, A Fierce Brightness: 25 Years of Women’s Poetry, Calyx Books, 2002, p. 1  (ISBN 9780934971836)
- « The Secret », in Thornton Louise, Sturtevant Jan, Sumrall Amber Coverdale, Touching fire : erotic writings by women, Carroll & Graf, 1989, p. 19-21
- « Way of the crane », in Barry Sternlieb, Maureen Sternlieb, Ann Bedrick, Crossing paths : an anthology of poems by women, Mad River Press, 2002
- « The spiny lobster », in John H Morgan, Autumn harvest : a collection of modern poetry, Quill Books, 2001  (ISBN 9781556053368)
- « Three Stone Triangles »[a] in Mona Oikawa, Out rage : dykes and bis resist homophobia, Women's Press, 1993

## Distinctions
- Premier prix du concours de poésie du Boston Herald and Peregrine Journal[8]
- Prix Leadership and Advocacy in the Arts du Center for Women and Community, University of Massachusetts Amherst, 2013[9].